# Kluki (gmina)
Pour les articles homonymes, voir Kluki.
Kluki est une gmina (commune) rurale (gmina wiejska) du powiat de Bełchatów, dans la Voïvodie de Łódź, dans le centre de la Pologne.
Son siège administratif (chef-lieu) est le village de Kluki, qui se situe à environ 10 kilomètres à l'ouest de Bełchatów (siège du powiat) et 51 kilomètres au sud de Łódź (capitale de la voïvodie)
La gmina couvre une superficie de 118,54 km2 pour une population de 4 125 habitants en 2009.

## Histoire
De 1975 à 1998, la gmina est attachée administrativement à la voïvodie de Piotrków.

Depuis 1999, elle fait partie de la voïvodie de Łódź.

## Géographie
La gmina inclut les villages et localités de :

Localisation de la gmina dans la powiat

- Cisza
- Imielnia
- Kaszewice
- Kluki
- Kuźnica Kaszewska
- Nowy Janów
- Osina
- Parzno
- Podwódka
- Roździn
- Ścichawa
- Strzyżewice
- Trząs
- Wierzchy Kluckie
- Żar
- Zarzecze
- Żelichów

### Gminy voisines
La gmina de Kluki est voisine des gminy de:
- Bełchatów
- Kleszczów
- Szczerców
- Zelów

## Structure du terrain
D'après les données de 2007, la superficie de la commune de Kluki est de 118,54 kilomètres carrés, répartis comme telle :
- terres agricoles : 43 % ;
- forêts : 47 %.

La commune représente 12,25 % de la superficie du powiat.

## Démographie
Données du 31 décembre 2007 :
| Description        | Total  | Total | Femmes | Femmes | Hommes | Hommes |
| ------------------ | ------ | ----- | ------ | ------ | ------ | ------ |
| Unité              | Nombre | %     | Nombre | %      | Nombre | %      |
| Population         | 4 046  | 100   | 2 071  | 51,2   | 1 975  | 48,8   |
| Densité (hab./km2) | 34     | 34    | 17     | 17     | 17     | 17     |